# 塞尔迪卡 (区)
塞尔迪卡（保加利亞語發音：[ˈsɛrdikɐ]）是今保加利亚首都索菲亞在罗马时期的历史名称。
如今，塞尔迪卡是索菲亚市内一个区的名称，该区有四个邻区，分别为：丰多维日利什塔（Fondovi zhilishta）、巴尼绍拉（Banishora）、奥尔兰多夫齐和马拉舍夫齐（Malashevtsi），还相邻德拉兹马哈拉（Draz mahala）中部区域。其面积为17.53平方千米，占首都直辖市面积的1.3%，占市区面积的8.8%。截至2006年，塞尔迪卡人口数量为52,918。
该区范围内有6所幼儿园、13所学校和6座文化社区中心（chitalishtachitalishta），医疗基础设施有第二和第五市医院、交通医疗研究所（Institute of Transport Medicine）和两个综合诊所。索菲亚中央车站、索菲亚中央车站以及狮子桥也位于塞尔迪卡。